# 24102 Jacquescassini
24102 Jacquescassini este o planetă minoră (asteroid) din centura de asteroizi. A fost descoperită pe 9 noiembrie 1999 la Fountain Hills Observatory⁠(d) de Charles W. Juels⁠(d) și a fost numită după Jacques Cassini. 
Obiectul prezintă o orbită caracterizată de o semiaxă mare de 2,5309783 UAi, o excentricitate de 0,1698, o înclinație de 14,67298 ° în raport cu ecliptica.